# Astragalus xerophilus
Astragalus xerophilus är en ärtväxtart som beskrevs av Carl Friedrich von Ledebour. Astragalus xerophilus ingår i släktet vedlar, och familjen ärtväxter. Inga underarter finns listade i Catalogue of Life.